# Milton Poblete
Milton Patricio Poblete Aravena (Lota, 11 de julio de 1994) es un futbolista chileno que juega como defensa central y su equipo actual es  Colchagua Club de Deportes  de la Segunda División de Chile.

## Trayectoria
Fue formado en Club Deportivo Huachipato Pero sus primeros pasos los dio en el club 21 de Mayo de la Ciudad de Lebu, donde destacó por su gran juego defensivo. En el año 2011 llega a Lota Schwager, donde debuta ese mismo año en el futbol profesional por Copa Chile contra Ñublense, continuo jugando en primera b todo ese año, y luego en segunda profesional en ese equipo hasta mitad de 2016. En agosto de 2016 se integra a Club Deportivo Fernández Vial, en donde participa en el ascenso a segunda división en 2017, además de estar presente todo 2018 en el campeonato de segunda división. Actualmente es jugador de Colchagua Club de Deportes.

## Clubes
| Club                       | País  | Año       |
| -------------------------- | ----- | --------- |
| 21 de Mayo                 | Chile | -         |
| Huachipato                 | Chile | 2010      |
| Lota Schwager              | Chile | 2011-2016 |
| Fernández Vial             | Chile | 2016-2018 |
| Colchagua Club de Deportes | Chile | 2019      |